# Muzeum Lenina w Poroninie

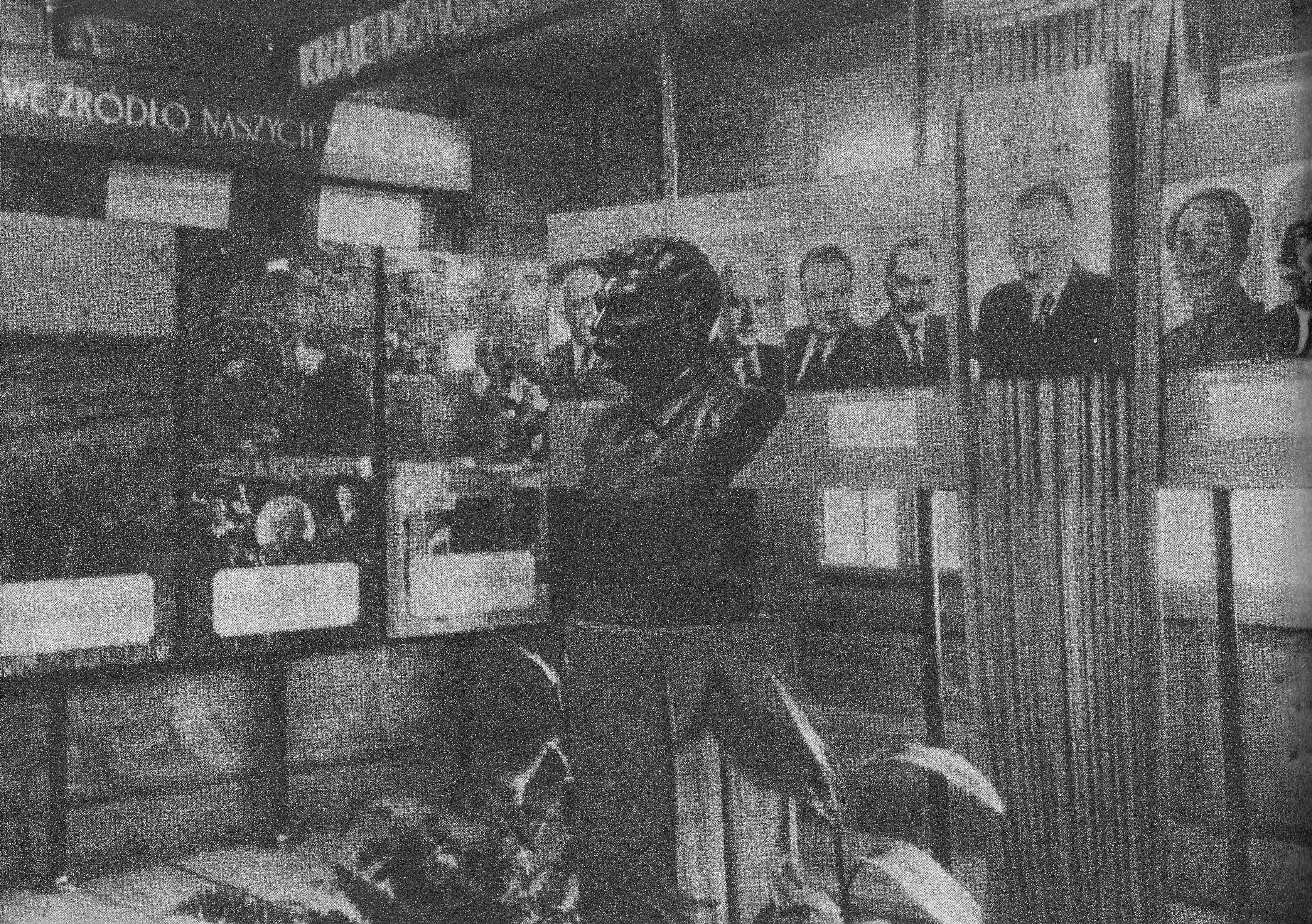
Fragment ekspozycji z popiersiem Józefa Stalina, początek lat 50.

Muzeum Lenina w Poroninie – placówka muzealna istniejąca w latach 1947–1990 w Poroninie, upamiętniająca Włodzimierza Lenina.

## Opis
Włodzimierz Lenin w latach 1913–1914 mieszkał w Białym Dunajcu, często przebywając w karczmie Pawła Guta-Mostowego.
W Poroninie w tych latach Lenin spotykał się z przyjeżdżającymi z Rosji do Austro-Węgier działaczami SDPRR. Lenin zamierzał zorganizować tam w 1914 roku szkołę partyjną na wzór szkoły w Longjumeau pod Paryżem. Miała ona kształcić aktywistów Partii. W realizacji tego projektu przeszkodził wybuch I wojny światowej.
Latem Lenin za względów zdrowotnych przyjeżdżał z Krakowa do Poronina z żoną, Nadieżdą Krupską i jej matką Elżbietą Krupską. Pracował tu i prowadził korespondencję z rosyjskimi towarzyszami. Nawiązywał kontakty z miejscową ludnością i urządzał wycieczki w Tatry.
Po II wojnie światowej władze komunistyczne zamieniły karczmę w obiekt muzealny, a obok budynku ustawiły pomnik wodza rewolucji październikowej.
W kwietniu 1970 działacze podziemnej organizacji Ruch z inicjatywy Stefana Niesiołowskiego rozpoczęli przygotowania do podpalenia muzeum za pomocą ładunków z opóźnionym zapłonem oraz wysadzenia w powietrze pomnika Lenina w ramach akcji „Poronin”. Ostatecznie postanowiono jedynie spalić muzeum 21 czerwca 1970. Operacja nie powiodła się na skutek donosu tajnego współpracownika SB Sławomira Daszuty. W związku z tym skazany został Wiesław Kęcik.
W 1990 muzeum zlikwidowano, oddając budynek na potrzeby gminnego ośrodka kultury, a pomnik Lenina zdemontowano. Znajduje się on na Lubelszczyźnie, przy pałacu w Kozłówce (Muzeum Zamoyskich – Galeria Sztuki Socrealizmu). Rzeźba ma otwór w prawym ramieniu, prawdopodobnie powstały przy demontażu pomnika.

## Ekspozycja stała
Wystawa obejmowała okres pobytu Lenina w Krakowie i na Podhalu w latach 1912–1914.
Ekspozycja muzealna składała się z około tysiąca eksponatów, m.in. planszy i fotokopii dokumentów dotyczących ruchu robotniczego, ilustracji związanych z przyjazdem Lenina do ówczesnej Galicji, z jego pobytem w Krakowie i na Podhalu. Zamieszczono także fotokopie prac pisarskich i organizacyjnych Lenina, dokumentów dotyczących jego aresztowania, osadzenia w więzieniu w Nowym Targu w sierpniu 1914 oraz jego zwolnienia dzięki interwencji m.in. Jana Kasprowicza i Władysława Orkana. Wśród eksponatów były portrety Lenina i Nadieżdy Krupskiej.